# Kanton Châtillon-sur-Loire
Der Kanton Châtillon-sur-Loire war von 1790 bis 2015 ein französischer Wahlkreis im Arrondissement Montargis, im Département Loiret und in der Region Centre-Val de Loire; sein Hauptort war Châtillon-sur-Loire.

## Gemeinden
Der Kanton umfasste Wahlberechtigte aus sechs Gemeinden:
| Gemeinde               | Einwohner Jahr | Fläche km² | Bevölkerungsdichte | Postleitzahl | Code INSEE |
| ---------------------- | -------------- | ---------- | ------------------ | ------------ | ---------- |
| Autry-le-Châtel        | 1004 (2013)    | –          | – Einw./km²        | 45500        | 45016      |
| Beaulieu-sur-Loire     | 1814 (2013)    | –          | – Einw./km²        | 45630        | 45029      |
| Cernoy-en-Berry        | 468 (2013)     | –          | – Einw./km²        | 45340        | 45064      |
| Châtillon-sur-Loire    | 3145 (2013)    | –          | – Einw./km²        | 45360        | 45087      |
| Pierrefitte-ès-Bois    | 290 (2013)     | –          | – Einw./km²        | 45360        | 45251      |
| Saint-Firmin-sur-Loire | 536 (2013)     | –          | – Einw./km²        | 45360        | 45276      |

## Geschichte
Der Kanton gehörte von der Französischen Revolution bis 1926 zum aufgelösten Arrondissement Gien.